# 時東ぁみ! ベスト第1巻
『時東ぁみ! ベスト第1巻』（ときとうあみベストだいいっかん）は、日本の女性歌手、時東ぁみの1枚目のベストアルバムである。2007年8月17日にTN-mixから発売された。

## 概要
- 前作『②好きです…。』から1年7ヶ月ぶりのリリース。
- 時東ぁみ初となるベストアルバム。ファーストシングル「せんちめんたる じぇねれ～しょん」から「TAWAWA 夏ビキニ」までの全シングル曲に加え、オリジナル曲1曲を収録している。
- 通常盤のみの1形態で発売された。

## 収録曲
| 全作詞・作曲: つんく♂。 |                                                   |           |            |                |      |
| #                       | タイトル                                          | 作詞      | 作曲・編曲 | 編曲           | 時間 |
| 1.                      | 「せんちめんたる じぇねれ〜しょん」               | つんく♂   | つんく♂    | 鈴木俊介       | 3:12 |
| 2.                      | 「TAWAWA 夏ビキニ」(時東ぁみ with THE ポッシボー) | つんく♂   | つんく♂    | 高橋諭一       | 4:33 |
| 3.                      | 「I'm a lady 〜じれったい私〜」                   | つんく♂   | つんく♂    | 守尾崇         | 4:14 |
| 4.                      | 「愛ヤイ 愛ヤイ!」                                | つんく♂   | つんく♂    | 平田祥一郎     | 3:46 |
| 5.                      | 「宇宙から 〜CRY FOR HELP!〜」                    | つんく♂   | つんく♂    | 湯浅公一       | 3:18 |
| 6.                      | 「××× カワユクなりたいっ」                        | つんく♂   | つんく♂    | 鈴木Daichi秀行 | 3:17 |
| 7.                      | 「発明美人とパインナッポー!!」                    | つんく♂   | つんく♂    | 平田祥一郎     | 3:35 |
| 合計時間:               | 合計時間:                                         | 合計時間: | 25:55      |                |      |